# John David Jackson
John David Jackson est un boxeur américain né le 17 mai 1963 à Denver, Colorado.

## Carrière
Premier champion du monde des super-welters WBO le 8 décembre 1988 après sa victoire au 8e round face à Lupe Aquino, il laisse son titre vacant après 6 défenses victorieuses et remporte la ceinture WBA des poids moyens contre Reggie Johnson le 1er octobre 1993. Jackson est en revanche battu par l'argentin Jorge Fernando Castro le 10 décembre 1994 par arrêt de l'arbitre au 9e round.

## Distinction
- Castro - Jackson I est élu combat de l’année en 1994 par Ring Magazine.